# 長坂雅珠香
長坂 雅珠香（ながさか あすか、1982年6月23日- ）日本の料理記者・フードアナリスト、利酒師、日本箸教育講師。愛称はあすかりん。

## 人物
石川県穴水町生まれ、同県七尾市育ち。石川県立大学食品科学科卒業後、北陸製菓
で商品開発を担当した。28歳時に同社を退社しフードアナリストとして独立。
2007年には北國フォトクイーンを務め、2013年には日本の食文化大使「食のなでしこ2013」で準グランプリに輝いた。また、2014年には能登ふぐPR大使初代「のと福来むすめ」に就任した。
年間600軒の食べ歩きを行ない、胃はLLサイズを自称している。
金沢市にある築124年の家賃3万円の古民家で1人で生活していた（2016年時点）。